# Acrodactyla trochanterata
Acrodactyla trochanterata là một loài tò vò trong họ Ichneumonidae.